# Girò di Cagliari secco
Il Girò di Cagliari secco è un vino DOC la cui produzione è consentita nelle province di Cagliari e Oristano.

## Caratteristiche organolettiche
- colore: rosso rubino più o meno tenue.
- odore: delicato con leggero aroma di uva.
- sapore: gradevole, delicato vellutato.

## Produzione
Provincia, stagione, volume in ettolitri
- nessun dato disponibile